# Giostra dell'orso
La Giostra dell'orso è una riedizione moderna dell'antico palio dei berberi che si tiene nella città di Pistoia fin dal XIII secolo ogni 25 luglio, giorno dedicato al patrono della città san Jacopo.

## Storia della giostra
La venerazione dei pistoiesi per san Jacopo vien fatta risalire ai tempi delle scorrerie saracene e sembra che proprio per essere stata salvata da una scorreria per sua intercessione, Pistoia lo eleggesse a protettore nell'866. Nel 1174 fu fondata l'opera di san Jacopo, incaricata della conservazione della cappella di San Jacopo e di organizzare le manifestazioni civili e religiose in onore del santo. L'antico palio era così importante e sentito nella città che solo per gravi motivi (guerre, epidemie, ecc.) veniva talvolta soppresso. Generalmente le violenze venivano sospese e Boccaccio descrive la festa del 1348, l'anno della peste. Addirittura nel 1464 l'opera di San Jacopo stabilì che per nessuna ragione, anche in tempo di peste, si dovesse omettere di far correre il palio. La popolazione partecipava anche in maniera massiccia ma era esclusa dalla organizzazione e gestione dei festeggiamenti, riservate alle famiglie nobili e patrizie.
Una deliberazione comunale del 1514, presa per contestazioni sulle "mosse e le riprese dei barberi", ci attesta che la corsa si correva da una pietra miliare sulla via Lucchese alla chiesa di Santa Maria Cavaliera, situata a fianco del palazzo comunale. Si trattava dunque di un percorso rettilineo e misurava probabilmente circa tre chilometri. Dopo la costruzione del bastione mediceo di porta Lucchese il palio fu disputato lungo la via dello Spianato, l'attuale Corso. Nel 1788 un palio fu corso, in tondo, sul prato di san Francesco. Durante gli anni le regole e il percorso nel quale veniva fatto hanno subito molti cambiamenti ma la formula della corsa rimase fino allo scoppio della prima guerra mondiale.
Nel 1947 la tradizione del palio fu ripresa e cambiò denominazione nell'attuale giostra dell'orso, in onore all'animale araldico rappresentato nello stemma cittadino (a Pistoia chiamato "il micco"), e si ripeté ogni anno nella suggestiva cornice di piazza del Duomo fino al 1957, anno in cui venne nuovamente interrotta. La tradizione della giostra ritorni ad affacciarsi a Pistoia nel 1975 quando il comitato cittadino e i 4 rioni della città decidono di far ricominciare a correre i cavalli in piazza del Duomo. La giostra dell'orso, da quella data, è sempre stata disputata (tranne in due occasioni) e non ha subito grandi cambiamenti salvo spostare la gara dal pomeriggio alla sera per rendere più suggestiva la competizione cavalleresca. Nel 2014 per ordine del sindaco Samuele Bertinelli a seguito della morte di due cavalli è stato deciso di sospendere per almeno un anno la manifestazione che è stata ripresa, dopo un referendum cittadino sul suo mantenimento, nell'anno 2016. Il regolamento ha subito pesanti modifiche consistenti, perlopiù, nell'inserimento di stringenti limitazioni della velocità e nell'introduzione di un tempo minimo per tornata.

## Festeggiamenti in onore di San Jacopo
La gara equestre vera e propria viene preceduta da alcune manifestazioni che nei giorni immediatamente precedenti e nella giornata medesima animano la città e danno il via ai festeggiamenti per il santo patrono.

### Vestizione della statua di San Jacopo
I festeggiamenti in onore del santo abbracciano aspetti della tradizione civica e culturale della città stessa, oltre che la dimensione più prettamente religiosa di cui la Vestizione rimane, dagli inizi del 1900, una delle cerimonie di maggior rilievo.
Il 16 luglio, nella piazza di fronte alla cattedrale di Pistoia, si compie la cerimonia della vestizione della statua di San Jacopo; tale evento consiste nel mettere un grosso mantello di lana rossa sulla statua che troneggia sulla cattedrale del duomo. Il "mantellino" rosso assume un'accezione tutta simbolica ed è legato ad una vicenda che la tradizione orale non ha smesso di tramandare nel corso dei secoli di cui è protagonista il santo.
Secondo tale versione, che ha il sapore più di leggenda che non di fatto realmente esistito, San Jacopo prima di darsi alla vita spirituale faceva il sensale di cavalli ed acquistava i cavalli al mercato rimandando il pagamento al sopraggiungere della stagione calda. In occasione della festa del luglio, momento di incontro tra gli abitanti della città e quelli della campagna, un creditore gli si avvicinò sicuro di poter riscuotere ma il santo si fece trovare tutto imbacuccato di un pastrano rosso fingendosi intirizzito dal freddo, rimandando in questo modo nuovamente il pagamento "a tanta calura".
Di questa storia si è perso il contesto di riferimento ma il mantello rosso è diventato un emblema di riconciliazione tra la campagna e la città, il legame tra due mondi diversi ed in passato in conflitto tra loro, ma soprattutto, attraverso il colore rosso, il simbolo del martirio e della festa insieme, la fusione tra il mondo laico ed il mondo ecclesiastico.
La mantellina rossa posta sulle spalle del Santo indicavano il periodo di franchigia per ladri e lestofanti che potevano liberamente partecipare alla festa, come avviene a Caltagirone con l'esposizione della bandiera rossa della franchigia per i mafiosi.
La vestizione di San Jacopo, o semplicemente "la vestizione" come comunemente viene definita dai pistoiesi, è stata sempre curata dal comune di Pistoia in seguito al decreto di riforma della "Comunità Civica di Pistoia" emanato nel 1777 da Pietro Leopoldo, Granduca di Toscana, che sanciva la cooperazione diretta tra comune e ordine ecclesiastico riguardo al patrimonio dell'opera di San Jacopo di Pistoia. L'ultimo testimone della vestizione ad opera del comune è stato Rolando Margelli, oggi ottantenne ex dipendente del Cantiere Fabbricati, che per alcuni decenni, fino al 1978, ha vestito il santo salendo per la scala a chiocciola posta alla sinistra dell'altare che arriva direttamente alla statua.
Dal 1979 alla vestizione collabora il corpo dei vigili del fuoco. Due pompieri salgono sull'autoscala fino alla base della cuspide della facciata della cattedrale e posano il mantello sulla statua del santo. Tale cerimonia avviene in una cornice che si riallaccia a tradizioni passate come quella di decorare la facciata del duomo con fiori, frutta, verdura, tralci di vite, ramoscelli di melo, uva e mele. Tali decorazioni ricordano gli addobbi sacri usati dai Della Robbia durante il Rinascimento.

### Corteggio storico-religioso in onore di San Jacopo
Durante la mattina del 25 luglio, un corteo di tuma storico riproduce l'antica e solenne processione della vigilia di San Jacopo, alla quale partecipavano un tempo tutti i suoi cittadini validi di Pistoia, le associazioni delle arti e mestieri, le rappresentanze dei comuni del territorio, il clero regolare e secolare, il vescovo, le pubbliche magistrature cittadine e le autorità comunali pistoiesi. Essa è denominata Processione dei ceri.
L'attuale percorso del corteo storico si svolge lungo il perimetro della prima e più antica cerchia di mura urbane, delineando l'area tradizionale del centro amministrativo e religioso di Pistoia, rimasto tale dal Medioevo fino ad oggi, con tutti gli edifici pubblici più rappresentativi: la cattedrale e il suo campanile, che è anche torre civica di origine longobarda, l'antico Palazzo dei Vescovi, il battistero, il palazzo del tribunale ed il palazzo del comune.
La disposizione nel corteo storico dei personaggi in costume si ispira a quanto risulta da documenti coevi; alla sfilata attualmente non partecipano il clero ed il vescovo di Pistoia, che invece restano in cattedrale per la funzione religiosa successiva. Il corteo si forma in Castel Cellesi, l'attuale Piazzetta Romana, e si snoda attraverso Piazza della Sala, via di Stracceria, via Roma, via Cavour, via Buozzi, via Curtatone e Montanara, via Abbi Pazienza, via delle Pappe, via Filippo Pacini, via Palestro, via Cavour, via Roma, fino a giungere in Pazza Duomo, dinanzi alla cattedrale, in questo ordine:
| Corteo Storico-Religioso della Processione dei ceri                           |                                            |                                |
| Gonfalone del Comune di Pistoia (Tre Valletti del Comune in Abiti Civili)     |                                            |                                |
| Gonfalone della Provincia di Pistoia                                          |                                            |                                |
| Gonfaloni delle Città Gemellate con la Città di Pistoia                       |                                            |                                |
| Alfiere con Gonfalone Comitato Cittadino Giostra dell'Orso (In Abito Storico) |                                            |                                |
|                                                                               | Tamburi e Chiarine                         |                                |
|                                                                               | Sbandieratori                              |                                |
| Alfiere                                                                       | Alfiere con Gonfalone Città di Pistoia     | Alfiere                        |
|                                                                               | Gonfaloniere della Città di Pistoia e Dama |                                |
|                                                                               | Paggio con Chiavi della Città di Pistoia   |                                |
|                                                                               | Podestà della Città di Pistoia e Dama      |                                |
|                                                                               | Capitano del Popolo                        |                                |
|                                                                               | Due Notabili del Comune di Pistoia         |                                |
|                                                                               | Quattro Priori delle Arti e Mestieri       |                                |
| Paggio Porta Insegna Familiare                                                |                                            | Paggio Porta Insegna Familiare |
| Famiglia CANCELLIERI                                                          |                                            | Famiglia PANCIATICHI           |
| Paggio Porta Insegna Familiare                                                |                                            | Paggio Porta Insegna Familiare |
| Famiglia CELLESI                                                              |                                            | Famiglia TEBERTELLI            |
| Paggio Porta Insegna Familiare                                                |                                            | Paggio Porta Insegna Familiare |
| Famiglia FABRONI                                                              |                                            | Famiglia FORTEGUERRI           |
|                                                                               | Paggio Porta Insegna Familiare             |                                |
|                                                                               | Famiglia VERGIOLESI                        |                                |
| Personaggi Illustri Pistoiesi Messer Cino Da Pistoia                          |                                            |                                |
| Madonna Selvaggia de'Vergiolesi                                               |                                            | Madonna Dialta de'Tedici       |

Seguono poi il corteo i quattro corteggi storici Rionali, in ordine di classifica della Giostra dell'Orso dell'anno precedente. Ogni corteggio storico rionale è così composto:
| Chiarina               | Chiarina                                           | Chiarina              |
| Rullante               |                                                    | Rullante              |
| Due Tamburi Imperiali  |                                                    | Due Tamburi Imperiali |
|                        | Alfiere con Insegna Compagnia Principale Rionale   |                       |
|                        | Capitano degli Alabardieri Rionale recante un Cero |                       |
|                        | Due Paggi                                          |                       |
|                        | Magistrato Rionale e dama                          |                       |
| Due Ancelle al seguito |                                                    |                       |

Seguono il corteo:
| Alfiere con Madonna dell'Umiltà                         |  | Alfiere con Madonna della Sapienza |
| Alfiere con Opa di San Jacopo                           |  |                                    |
| Quattro Operai di San Jacopo                            |  |                                    |
| Alfiere del Palio (Senza Palio)                         |  |                                    |
| Quattro Valletti con Ceri Votivi in Onore di San Jacopo |  |                                    |

### Cerimonia di ingresso in cattedrale
Una volta arrivato davanti alla cattedrale, il corteo in formazione sosta dinanzi alle porte di accesso, che sono chiuse. Il corteo annuncia il suo arrivo con rulli di tamburo e chiede di entrare con tre squilli di tromba. Al segnale si aprono le porte della chiesa, il vescovo con in dosso paramenti solenni compare sul portone centrale ed esce sul sagrato per ricevere il corteo.
Questo si apre per lasciare passare il Gonfaloniere di Pistoia, preceduto dall'alfiere con il gonfalone del comune, il Podestà, i Priori delle Arti e Mestieri, i quattro Operai di San Jacopo preceduti dalle Insegne dell'OPA di San Jacopo ed accompagnati dai paggi con lo Speron d'Oro, dall'alfiere con il Palio di San Jacopo e dai valletti con i ceri. Essi avanzano e rendono omaggio al vescovo inginocchiandosi. Entrano poi all'interno, seguendo il vescovo per la navata centrale. Viene loro dietro il resto del corteo, ad eccezione dei soldati, che vengono congedati; per ultimi, da soli, entrano i quattro prigionieri liberati.
Mentre le attuali autorità prendono posto nel presbiterio sempre a destra, coloro che impersonano le antiche autorità comunali si siedono sotto il presbiterio, a destra; a sinistra, in posizione simmetrica, prendono posto in seconda fila, in piedi, i quattro prigionieri liberati, e in prima fila seduti, i quattro Operai di San Jacopo. L'araldo con il gonfalone del comune di Pistoia si va a porre a metà della scala di accesso al presbiterio, sulla destra, e simmetricamente sulla stessa scala, a sinistra, si colloca l'alfiere con il Palio di San Jacopo.

### Solenne funzione liturgica in onore di San Jacopo
Dinanzi all'altare maggiore, spostato sulla destra, è esposto su di una base il reliquiario di San Jacopo, in argento dorato (opera di oreficeria fiorentina della bottega di Lorenzo Ghiberti, inizi del XV secolo).
All'offertorio l'alfiere con il palio di San Jacopo si porta al centro della scalinata, di fronte all'altare maggiore; mentre l'alfiere inclina il gonfalone del comune di Pistoia verso il palio, in segno di onore. Si pongono dietro l'alfiere col palio i quattro operai di San Jacopo con l'offerta dei ceri.
L'alfiere col palio sale gli ultimi gradini, avanza verso il Vescovo, gli si inginocchia dinanzi per la benedizione del palio e poi va a disporsi nel presbiterio, a sinistra. A loro volta avanzano gli Operai di San Jacopo, si inginocchiano, offrono i ceri per la benedizione, tornano poi indietro ai loro posti. Durante la funzione i quattro alfieri dei rioni sono sistemati, due per parte, accanto ai pilastri della navata centrale, in prossimità del presbiterio.

### Sorteggio ed abbinamento dei cavalieri
Il sorteggio dei cavalieri da abbinare alle singole tornate della Giostra dell'orso viene effettuato, in cerimonia pubblica, nella sala maggiore del palazzo comunale, alla presenza del sindaco di Pistoia.

## La Giostra dell'Orso
La Giostra dell'Orso è una manifestazione equestre che viene disputata tra dodici cavalieri, tre per ognuno dei quattro rioni cittadini, che si scontrano tra loro a due a due per la conquista del palio o cencio.
La gara si compone di diciotto tornate, che vengono sorteggiate e stabilite la mattina del 25 luglio, nelle quali i cavalieri devono abbattere un bersaglio a forma di orso colpendolo con una lancia.
Il punteggio viene assegnato secondo questa modalità: tre punti a chi arriva primo e abbatte l'orso, un punto a chi arriva secondo e abbatte l'orso, zero punti a chi non colpisce l'orso.
Fino a qualche anno fa il cavaliere che arrivava primo sul bersaglio prendeva un punto anche se non colpiva il bersaglio, ma questa regola è stata tolta per prediligere la precisione alla velocità che spesso portava a far rischiare troppo a cavalli e cavalieri.
I punteggi acquisiti dai cavalieri nelle diverse tornate si vanno a sommare in base al rione di appartenenza e il rione che alla fine ottiene più punti vince la giostra e riceve il palio. In caso di più squadre in parità vengono corse delle ulteriori tornate di spareggio.
Oltre a contribuire alla vittoria del proprio rione i bersagli accumulati dai singoli cavalieri servono a raggiungere l'ambito premio dello sperone d'oro che viene assegnato al cavaliere che ha conquistato più punti alla fine della giostra.

## I quattro rioni cittadini
Pistoia è storicamente divisa in quattro rioni, individuati dalle quattro porte di accesso alla città. Ogni rione si compone di tre Compagnie del Popolo le quali, facendo capo alle maggiori chiese o parrocchie presenti nel territorio in questione, dovevano, in caso di assalto nemico, provvedere allo scopo difensivo e militare della città con fanteria equestre o semplici fanti pedestri. Per questo motivo ogni rione è caratterizzato da un vessillo Suburbano (che identifica il quarto di città interessato) e dai tre Vessilli della Compagnia del Popolo aderente alla porta.
Alla nascita della Giostra dell'orso nel 1947, dato che le conoscenze storiche di allora non permettevano di risalire alla corretta suddivisione in rioni della città, gli organizzatori si trovarono impossibilitati ad assegnare ad alcun rione i territori all'interno della prima cinta muraria. I residenti di questo quartiere, accomunati dal fatto di non possedere un'appartenenza territoriale ad uno dei quattro rioni, finirono per creare un "quinto" rione che non ha mai gareggiato ad alcuna edizione della Giostra. La situazione si è finalmente risolta in seguito a recenti studi (2005), grazie ai quali è stato possibile riscoprire gli originali confini dei quattro rioni e riportare la suddivisione della città ad un'autentica fedeltà storica.
Con il tempo, e con il susseguirsi delle manifestazioni la cittadinanza ha avvertito l'esigenza di creare un comitato cittadino super partes che anche oggi si prende cura dell'equità, della coordinazione e della gestione di tutte le fasi della giostra dell'orso.

### Cervo bianco
Il Cervo bianco è il rione dell'antica Porta Lucensis, l'attuale Porta Lucchese. I colori che lo contraddistinguono sono il bianco e il verde.
La comunità suburbana di Porta Lucchese era il centro dell'attività manifatturiera della città. La massiccia presenza di fabbriche era dovuta a diverse ragioni: la natura del terreno, la presenza di numerosi corsi d'acqua, la facilità delle comunicazioni stradali. L'industria manifatturiera più importante era senza dubbio quella dei mattoni, la cosiddetta “Fornace”, proprio la presenza di quest'industria dette il nome di Fornaci ad un borgo della Comunità. Dalle facili comunicazioni stradali trassero notevoli guadagni anche gli alberghi, le taverne, le officine di fabbri e maniscalchi. In questa comunità vi erano anche numerose filande. Sulla collina di Giaccherino (monte Lunese) fu eretto nel 1444 un convento dei Francescani Minori Osservanti.

### Drago
Il Drago è il rione dell'antica Porta Caldatica o Gaiardatica, l'attuale Porta Carratica o Porta Fiorentina. I colori che lo contraddistinguono sono il rosso e il verde.
Questa Porta era detta anche “Cortina di Porta Carratica” ed era, grazie alla configurazione pianeggiante del suo territorio, la Comunità nella quale l'agricoltura aveva un ruolo predominante per l'economia di tutta la città.
L'agricoltura ebbe sempre maggiore incremento con il passare degli anni fino a raggiungere il massimo sviluppo con l'introduzione delle leggi Leopoldine. Per questo motivo è sempre stata una delle campagne più abitate dell'intero Granducato di Toscana. Oltre all'agricoltura esistevano delle “fabbriche” di maniscalchi, di fabbricanti di carri, come anche botteghe di commestibili e di mercerie.

### Grifone
Il Grifone è il rione dell'antica Porta S. Andrea, oggi Porta al Borgo. I colori che lo contraddistinguono sono il bianco e il rosso.
La comunità di porta al Borgo era la più estesa delle quattro cortine. Una caratteristica della Comunità, che incise anche nel tessuto produttivo della zona, era la presenza di numerosissime gore, piccoli corsi d'acqua che furono costruiti artificialmente e attraverso i quali l'acqua, proveniente dall'Ombrone e dalla Brana, veniva sapientemente distribuita su tutto il territorio della città. Queste gore favorirono la nascita di numerose ferriere, cartiere, mulini, frantoi sviluppando anche l'agricoltura di tutto il territorio pistoiese. 
Nel territorio di Porta al Borgo esistevano sei ferriere, quattro distendini, due fabbriche di “instrumenti rurali”, una di ferro malleabile, sei cartiere, una polveriera, due filande. Porta al Borgo era ed è rimasta tutt'oggi la “zona industriale” della città.

### Leon d'oro
Il Leon d'oro è il rione della vecchia Porta Guidonis, attuale Porta san Marco. I colori che lo contraddistinguono sono l'oro e il rosso.
Confinante con le comunità di Porta al Borgo e Porta Carratica, il suo territorio si estendeva fino alla Badia a Taona nella zona montagnosa, e fino a Montale nella zona pianeggiante. Le principali manifatture di Porta San Marco erano due cartiere, che sfruttavano l'abbondante acqua della Bure e della Brana, una fabbrica di rame, una di ferri tondi a stampa, una ferriera, una polveriera, una fabbrica di “canne da schioppo” e diverse fornaci di mattoni e calcina. Per quanto riguarda l'agricoltura si era molto sviluppata la coltivazione del gelso, delle viti, degli olivi oltre alle piante da frutto.

## Albo d'oro
Di seguito l'albo d'oro della Giostra dell'orso. Va notato che:
- la Giostra non fu disputata dal 1958 al 1974, nel 1986 e nel 1991;
- nel 1984 si tenne una "Giostra del centenario" (4 settembre), in onore del centenario dell'autenticazione della reliquia di San Jacopo;
- nel 2014 la Giostra fu sospesa durante l'ultima tornata a seguito dell'infortuni dei cavalli del Drago e del Grifone, poi soppressi.

| Edizione                      | Rione         | Speron d'oro                                           | Palio         | Autore                                                             | Conchiglia d'Argento |
| ----------------------------- | ------------- | ------------------------------------------------------ | ------------- | ------------------------------------------------------------------ | -------------------- |
| 1947                          | Leon d'oro    | non assegnato                                          |               | Piero Bongiovanni                                                  |                      |
| 1948                          | Drago         | Ivo Giusti                                             |               | Piero Bongiovanni                                                  |                      |
| 1949                          | Drago         | Ivo Giusti                                             |               | Piero Bongiovanni                                                  |                      |
| 1950                          | Drago         | Renato Sforzi                                          |               | Piero Bongiovanni                                                  |                      |
| 1951                          | Grifone       | Ivo Giusti                                             |               | Piero Bongiovanni                                                  |                      |
| 1952                          | Cervo bianco  | Olastri                                                |               | Piero Bongiovanni                                                  |                      |
| 1953                          | Drago         | Renato Sforzi                                          |               | Piero Bongiovanni                                                  |                      |
| 1954                          | Grifone       | Ivo Fogli                                              |               | Piero Bongiovanni                                                  |                      |
| 1955                          | Drago         | Renato Sforzi                                          |               | Piero Bongiovanni                                                  |                      |
| 1956                          | Cervo bianco  | - Ciro Mabellini - Alfredo Del Moro - Alfio Branchetti |               | Piero Bongiovanni                                                  |                      |
| 1957                          | Drago         | Alfredo Del Moro                                       |               | Piero Bongiovanni                                                  |                      |
| 1958-1974                     | non disputato | non disputato                                          | non disputato | non disputato                                                      | non disputato        |
| 1975                          | Cervo bianco  | Piero Soldani                                          |               | Fabio Bacci                                                        |                      |
| 1976                          | Cervo bianco  | Piero Soldani                                          |               | Fabio Bacci                                                        |                      |
| 1977                          | Drago         | Luciano Niccoli                                        |               | Fabio Bacci                                                        |                      |
| 1978                          | Cervo bianco  | Luciano Niccoli                                        |               | Fabio Bacci                                                        |                      |
| 1979                          | Cervo bianco  | - Renzo Badiani - S. Ciampi                            |               | Marisa Nerozzi Crisonà                                             |                      |
| 1980                          | Grifone       | Luciano Niccoli                                        |               | Remo Gordigiani                                                    |                      |
| 1981                          | Drago         | Roberto Pierattini                                     |               | Paolo Tesi                                                         |                      |
| 1982                          | Drago         | - Gino Culatore - Giovanna Niccolai                    |               | Alfredo Fabbri                                                     |                      |
| 1983                          | Drago         | Gino Culatore                                          |               | Marcello Lucarelli                                                 |                      |
| 1984                          | Grifone       | Claudio Bartoletti                                     |               | Umberto Buscioni                                                   |                      |
| Giostra del Centenario (1984) | Cervo bianco  | non assegnato                                          |               | Giancarlo Caramelli                                                |                      |
| 1985                          | Leon d'oro    | Mohamed Ragheb                                         |               | Aladino Sforzi                                                     |                      |
| 1986                          | non disputato | non disputato                                          | non disputato | non disputato                                                      | non disputato        |
| 1987                          | Leon d'oro    | Roberto Pierattini                                     |               | Siliano Simoncini                                                  |                      |
| 1988                          | Drago         | Mario Giacomini                                        |               | Vanni Melani                                                       |                      |
| 1989                          | Drago         | Gino Culatore                                          |               | Amerigo Folchi                                                     |                      |
| 1990                          | Drago         | Gino Culatore                                          |               | Edoardo Salvi                                                      |                      |
| 1991                          | non disputato | non disputato                                          | non disputato | non disputato                                                      | non disputato        |
| 1992                          | Drago         | Gino Culatore                                          |               | Francesco Melani                                                   |                      |
| 1993                          | Drago         | Gino Culatore                                          |               | Cristina Palandri                                                  |                      |
| 1994                          | Cervo bianco  | Alessio Giannini                                       |               | Flavio Bartolozzi                                                  |                      |
| 1995                          | Cervo bianco  | Riccardo Giuntini                                      |               | Enzo Ghidini                                                       |                      |
| 1996                          | Cervo bianco  | Alessio Giannini                                       |               | Mirando Iacomelli                                                  |                      |
| 1997                          | Cervo bianco  | Alessandro Frosini                                     |               | Sergio Beragnoli                                                   |                      |
| 1998                          | Leon d'oro    | Claudio Bartoletti                                     |               | Ardelio Mucci                                                      |                      |
| 1999                          | Grifone       | Claudio Bartoletti                                     |               | Roberto Giovannelli                                                |                      |
| 2000                          | Drago         | Jonathan Bartoletti                                    |               | Massimo Biagi                                                      |                      |
| 2001                          | Drago         | Gino Culatore                                          |               | Nevio Di Marco                                                     |                      |
| 2002                          | Cervo bianco  | Alessio Giannini                                       |               | C. Del Sai                                                         |                      |
| 2003                          | Grifone       | Luca Veneri                                            |               | Maria Teresa Esa Corsini                                           |                      |
| 2004                          | Leon d'oro    | - Leonardo Polli - Alessio Giannini                    |               | Emma Noceris                                                       |                      |
| 2005                          | Drago         | - Luca Veneri - Alessio Giannini                       |               | Marco Rindori                                                      |                      |
| 2006                          | Drago         | - Alessio Giannini - Alessio Spinicci                  |               | Fabrizio Falai                                                     |                      |
| 2007                          | Drago         | Riccardo Giuntini                                      |               | Nevio Di Marco                                                     |                      |
| 2008                          | Grifone       | Claudio Falsetti                                       |               | Peppino Biagioli                                                   |                      |
| 2009                          | Drago         | Gino Culatore                                          |               | Luisa Scopigno - Istituto d'Arte "Policarpo Petrocchi" di Pistoia  | Grifone              |
| 2010                          | Drago         | Christian Cordari                                      |               | Chiara Florenzi - Istituto d'Arte "Policarpo Petrocchi" di Pistoia | Grifone              |
| 2011                          | Drago         | Gino Culatore                                          |               | Nicola Nunziati                                                    | Leon d'oro           |
| 2012                          | Grifone       | - Christian Cordari - Luca Veneri                      |               | Paolo Gavazzi                                                      | Grifone              |
| 2013                          | Cervo bianco  | - Alessandro Culatore - Luca Veneri - Rocco Betti      |               | Nicola Nunziati                                                    | Grifone              |
| 2014                          | non assegnato |                                                        |               | Paola Imposimato                                                   | Cervo Bianco         |
| 2015                          | non disputata | -                                                      | -             | -                                                                  | -                    |
| 2016                          | Grifone       | Federigo Santi                                         |               |                                                                    |                      |
| 2017                          | Leon d'oro    | - Chiara Grillini - Paolo Gavazzi                      |               | Paolo Gavazzi                                                      |                      |
| 2018                          | Cervo bianco  | - Simone Gianni                                        |               | Claudia Nerozzi                                                    |                      |
| 2019                          | Leon d’Oro    | - Simone Gianni                                        |               | Anna Nigro                                                         |                      |
| 2020                          | non disputata |                                                        |               |                                                                    |                      |
| 2021                          |               |                                                        |               |                                                                    |                      |
| 2022                          | Cervo bianco  | - Simone Gianni                                        |               | Anna Nigro                                                         |                      |
| 2023                          | Cervo bianco  | - Alessandro Culatore                                  |               | Ester Vannucci                                                     |                      |